# Le Peletier
Le Peletier – stacja linii 7 metra w Paryżu, położona w 9. dzielnicy.

## Stacja
Stacja została otwarta w 1911 roku, a więc później niż odcinek, na którym leży. Posiada jednonawową halę peronową z dwoma peronami bocznymi.
Nosi nazwę od pobliskiej ulicy Rue le Peletier, nazwanej na cześć Louisa Le Peletier de Morfontaine, przedostatniego burmistrza Paryża (1784-1789). W latach 1821–1873 znajdowała się na niej sala Opery Paryskiej – Opéra Le Peletier.
Wejście na stację posiada słupek z latarenką i ozdobnym znakiem „Metro” z obramowaniem z kutego żelaza, pochodzący z lat 20. XX wieku.

## Przesiadki
Stacja umożliwia przesiadki na autobusy dzienne RATP.